# Marco Marin
Marco Marin (n. 4 iulie 1963, Padova, Italia) este un politician ce a reprezentat Italia, medaliat olimpic. A participat la 3 ediții ale Jocurilor Olimpice (1984, 1988, 1992) în care a câștigat două medalii de argint.